# 漢科維奇
49°43′59″N 23°5′49″E / 49.73306°N 23.09694°E
漢科維奇（羅馬化：Hankovychi）是烏克蘭的城鎮，位於該國西部利維夫州，由亞沃里夫區負責管轄，始建於1940年，面積0.81平方公里，海拔高度228米，2001年人口188，人口密度每平方公里231.24人。